# Kaiserliches Kürassierregiment K 13 (1756)
Das Kürassierregiment K 13 wurde im Jahr 1702 als „Gondola-Cürassiere“  errichtet und 1801 aufgelöst.

## Inhaber
- 1682 Graf Don Francesco Gondola († 1700), Feldmarschall-Lieutenant
- 1700 Graf Johann Palffy von Erdöd († 1751), Feldmarschall
- 1751 Graf Alois von Radicati († 1756, an seiner Verwundung bei Lobositz), Feldmarschall-Lieutenant
- 1756 Fürst Christian Philipp von Löwenstein-Wertheim († 1781), General der Kavallerie, erhielt 1758 das Dragonerregiment Nr. 7
- 1758 Graf Benedict von Daun († 1766), General der Kavallerie
- 1766 Marchese August von Voghera († 1781), General der Kavallerie
- 1783 Fürst Adam zu Czartoryski († 1823), Feldzeugmeister, erhielt 1802 das Infanterieregiment Nr. 9

## Gefechtskalender
Gleich nach seiner Errichtung war dieses Regiment wurde es im Großen Türkenkrieg eingesetzt. Es kämpfte 1683 beim Entsatz von Wien, 1685 bei der Belagerung von Neuhäusel und bei dem Vorstoß gegen Oberungarn, 1686 bei der zweiten Belagerung von Ofen bei dem abermaligen Vorstoß nach Oberungarn und dem Gefecht bei Szegedin, 1687 in der Schlacht bei Mohacs. Von 1688 bis 1690 stand das Regiment bei der Blockade von Großwardein. 1695 in der Schlacht von Lugos, 1696 bei Olasch und 1697 in der von Zenta
Im Spanischen Erbfolgekrieg war es 1702 in der Schlacht bei Luzzara und 1706 beim Entsatz von Turin. Im Jahr 1708 wurde es in die Niederlande verlegt und kämpfte bei der Belagerung von Lille sowie 1709 bei der Belagerung von Tournai und in der Schlacht bei Malplaquet sowie 1712 im Schlacht bei Denain.
Im 6. Türkenkrieg kämpfte das Regiment 1716 in der Schlacht von Peterwardein und bei der Belagerung von Temesvar. Im folgenden Jahr stand es bei der Belagerung von Belgrad und in der Schlacht von Belgrad, wo es große Verluste erlitt.
Während des Polnischen Erbfolgekrieges gehörte es 1734 in der Schlacht bei Parma zu den Regimentern die am meisten gelitten haben. Die Karabiniers mussten absitzen und einen Hohlweg verteidigen. Das Regiment kämpfte danach auch in der Schlacht bei Guastalla.
Im 7. Türkenkrieg kämpfte 1738 im Gefecht bei Mehadia. Am 23. Juli 1739 war es nach der Schlacht bei Krotzka auf dem Rückzuge das letzte Regiment der Nachhut, es wehrte sich Tapfer und wurde aber bis auf 180 Mann vernichtet. Der Verlust des Regimentes betrug: an Toten Oberst Graf Berchtold und ein Oberstleutnant, 8 Rittmeister, 6 Lieutenants, 5 Cornets und 242 Mann vom Wachtmeister abwärts; an Verwundeten: 1 Rittmeister, 1 Lieutenant, 1 Cornet und 99 Mann weiter über 400 teils tote teils verletzte Pferde und außerdem noch eine Anzahl Vermisster. Der Kaiser bewilligte das Regiment auf Allerhöchst eigene Kosten wieder herzustellen.
Im österreichischen Erbfolgekrieg war dasselbe 1742 bei der Belagerung von Prag. Im Jahr 1743 als Besatzung in Wien und 1745 in den Schlachten bei Hohenfriedberg und Soor. Anschließend wurde es nach Italien verlegt und war 1746 in der Schlacht bei Rottofreddo und der Unternehmung in die Provence. Nach dem Krieg kam es 1754 als Besatzung nach Wien.
Im Siebenjährigen Krieg kämpfte das Regiment 1757 in den Schlachten bei Prag, Breslau und Leuthen. 1758 kämpfte es bei Hochkirch und am 21. September 1759 im Gefecht bei Meissen, wo sich Oberstleutnant Graf Carl von St. Julien, Major Marchese Josef von Botta-Adorno und Oberleutnant Silly ausgezeichnet. Am 17. September 1760 stand es im Gefecht bei Kunzendorf. In der Schlacht bei Torgau im gleichen Jahr nahm es an der Wiedereroberung der Siptitzer Höhen teil, es konnte mit Erfolg die feindliche Infanterie vertreiben, hatte dann aber bei der Verfolgung durch das heftige Musketenfeuer viele Verluste, darunter Major Freiherr Chorinsky. Im Jahr 1762 kämpfte es im Gefecht bei Töplitz.
Im Bayerischen Erbfolgekrieg war es 1778 bei der Hauptarmee in Böhmen.
Im 8. Türkenkrieg deckte 1788 eine Eskadron am feindlichen Ufer gegen Schamatz.  1789 war das Regiment bei den Belagerungen von Berbir und Belgrad. Im Juli 1795 wurde das in Süd-Ungarn stationierte Regiment wegen der Unruhen der Türken in Belgrad in die Gegend von Semlin kommandiert.
Im Rahmen des Ersten Koalitionskrieges wurde es im Jahr 1796 nach Italien verlegt und nahm an der Verteidigung von Mantua teil, bei der Kapitulation gerieten 400 Kürassiere in Gefangenschaft. In den Jahren 1799 und 1800 stand das Regiment dann in Deutschland.
Das Regiment wurde 1801 in St. Maria in Ungarn aufgelöst und divisionsweise in die Dragonerregimenter Nr. 4, Nr. 8 und Nr. 12 verteilt.

## Uniform
Das Regiment hatte weiße Röcke mit dunkelblauen Aufschlägen und gelben Knöpfen.